# Плетьма
Плетьма — деревня Павловском районе Ульяновской области. Входит в состав Баклушинского сельского поселения. 

## География
Находится на расстоянии примерно 17 километров по прямой на запад-юго-запад от районного центра поселка Павловка.

## Население
Население составляло 117 человек в 2002 году (русские 79%), 106 по переписи 2010 года.